# Broadheath
Broadheath con Lower Broadheath è una parrocchia civile ufficialmente conosciuta come Lower Broadheath, nel distretto di Malvern Hills nel Worcestershire, in Inghilterra. Secondo il censimento del 2011 aveva una popolazione di 1 728 abitanti. La parrocchia comprende anche Upper Broadheath.

## Descrizione
Il villaggio si trova a circa 3 miglia a nord-ovest di Worcester.
Ci sono molti complessi residenziali nel villaggio, tra cui la tenuta Jacomb (Jacomb Road, Jacomb Drive, Jacomb Close e Rectory Close).
Il villaggio ha un municipio, una chiesa, un ufficio postale e un negozio, un'area verde (contenente un campo da calcio, una pista da atletica leggera e molte aree giochi per bambini) e una grande area aperta al pubblico. C'è anche una scuola elementare (Broadheath C.E. Primary School). La scuola può ospitarre 150 bambini, dai quattro agli undici anni. Nel villaggio ci sono anche due pub.
Broadheath è la città natale del compositore inglese Edward Elgar
(il cottage in cui è nato è ora un museo, l'Elgar Birthplace Museum) e di John Squire, chitarrista del gruppo rock The Stone Roses.